# Timothy Francis Hannigan
Timothy Francis Hannigan (ur. 1932, zm. 28 kwietnia 2013) – irlandzki duchowny rzymskokatolicki pełniący posługę w Nowej Zelandii, ksiądz prałat, wieloletni proboszcz parafii  św. Patryka w Napier, na terenie diecezji Palmerstone North. Kawaler nowozelandzkiego Orderu Zasługi (New Zealand Order of Merit) z 2000 r. 
Duchowny sprawował posługę w Nowej Zelandii od 1956 r., będąc przez ponad 30 lat proboszczem parafii św. Patryka w Napier. Zmarł podczas celebrowania mszy 28 kwietnia 2013 r.